# 희생 (1986년 영화)
《희생》(스웨덴어: Offret)은 1986년 개봉한 스웨덴의 비극 영화이다. 안드레이 타르콥스키가 감독과 각본을 맡았다. 1987 영국 아카데미상 외국어 영화상·1986 굴드바게상 작품상 수상작이다.

## 줄거리
알렉산데르는 배우 일을 그만두고 기자, 비평가, 미학 강사로 일하고 있다. 그는 배우인 아내 애들레이드, 수양딸 마르타, 어린 아들 고센과 함께 아름다운 집에 살고 있다. 고센은 얼마 전 목 수술을 받아 말을 못 하는 상태이다. 알렉산데르와 고센이 바닷가에 나무를 심는 중에 알렉산데르의 친구인 우체부 오토가 그에게 생일 축하 편지를 배달해 준다. 신을 믿느냐는 오토의 질문에 알렉산데르는 전혀 아니라고 답한다. 오토가 떠난 뒤 가족의 친구이자 의사인 빅토르가 애들레이드와 차를 타고 나타나 함께 집에 가자고 하지만, 알렉산데르는 나중에 따라가겠다고 말한다. 알렉산데르는 자신과 애들레이드가 바닷가의 집을 우연히 발견하고는 집과 그 주변 풍경을 사랑하게 된 이야기를 하다가, 현대인이 놓인 처지에 대해 씁쓸한 비난을 늘어놓는다. 
가족과 빅토르와 오토는 알렉산데르의 생일을 축하하려 그의 집에 모인다. 하녀 마리아는 자기 집으로 떠나고, 간호사이자 하녀인 율리아는 남아서 저녁 식사 준비를 돕는다. 사람들은 마리아를 두고 수군거린다. 손님들이 집 안에서 잡담을 나누던 와중 오토는 자신이 초자연 현상을 공부하는 사람이자 "설명할 수 없지만 진실인 사건들"의 수집가라고 밝힌다. 식사가 거의 다 준비되었을 때, 저공비행하는 제트 전투기의 굉음이 집을 덮친다. 알렉산데르가 거실에 들어서자, 텔레비전의 뉴스 프로그램이 제3차 세계 대전과 핵무기 홀로코스트로 보이는 것의 시작을 알린다. 애들레이드는 신경쇠약으로 쓰러진다. 절망한 알렉산데르는 신에게 기도하며 이 일을 없었던 것으로 해 주신다면 자신이 사랑하는 모든 것을, 심지어 아들 고센마저도 포기하겠다고 맹세한다. 오토는 마리아가 힘을 지닌 마녀라며, 알렉산데르에게 집을 몰래 빠져나가 마리아와 동침하라고 말한다.
알렉산데르는 빅토르의 가방에서 권총을 훔쳐 들고 방에 쪽지를 남긴 뒤 집을 나와 오토의 자전거를 타고 마리아의 집으로 간다. 그는 마리아에게 자신이 어머니의 정원을 질서정연하게 만들려고 청소를 했더니 정원의 모든 아름다움이 사라져 버렸을 뿐이었다는 이야기를 한다. 그의 접근에 마리아는 혼란스러워하지만, 그가 스스로의 머리에 총을 겨누고 다시 전투기의 굉음이 들리자 마리아는 알렉산데르를 위로하고 두 사람은 마리아의 침대 위에서 사랑을 나누며 공중으로 떠오른다.
다음날 아침 알렉산데르가 잠에서 깨어나자 모든 것이 정상으로 돌아온 것처럼 보인다. 그러나 알렉산데르는 자신이 사랑하는 모든 것을 포기하기로 마음먹는다. 그는 가족과 친구들을 산책 나가도록 한 뒤 집에 불을 지른다. 그들이 불을 보고 서둘러 돌아오자 알렉산데르는 자신이 불을 질렀다고 털어놓으며 미친 듯이 뛰어다닌다. 어디선가 구급차가 나타나고 구급대원 두 명이 정신이 나간 듯한 알렉산데르를 붙잡아 호송해 간다. 마리아는 자전거를 타고 가다가 멈추어 고센이 어제 자신이 알렉산데르와 함께 심은 나무에 물을 주는 모습을 지켜본다. 고센은 나무 발치에 누워 중얼거린다. "태초에 말씀이 있었다고 하는데, 왜 그런 건가요, 아빠?"

## 출연
- 엘란드 요세프손 - 알렉산데르 역
- 수잔 플리트우드 - 애들레이드 역
- 앨런 에드월 - 오토 역
- 그뷔드룬 기슬라도티르 - 마리아 역
- 스벤 볼테르 - 빅토르 역
- 발레리 메레스 - 율리아 역
- 필리파 프란센 - 마르타 역
- 토미 셸크비스트 - 고센 역
- 페르 셸만, 토미 노르달 - 구급대원 역

## 기타
- 미술: 안나 아습
- 의상: 잉게르 페르손